# Puławy-Psalter

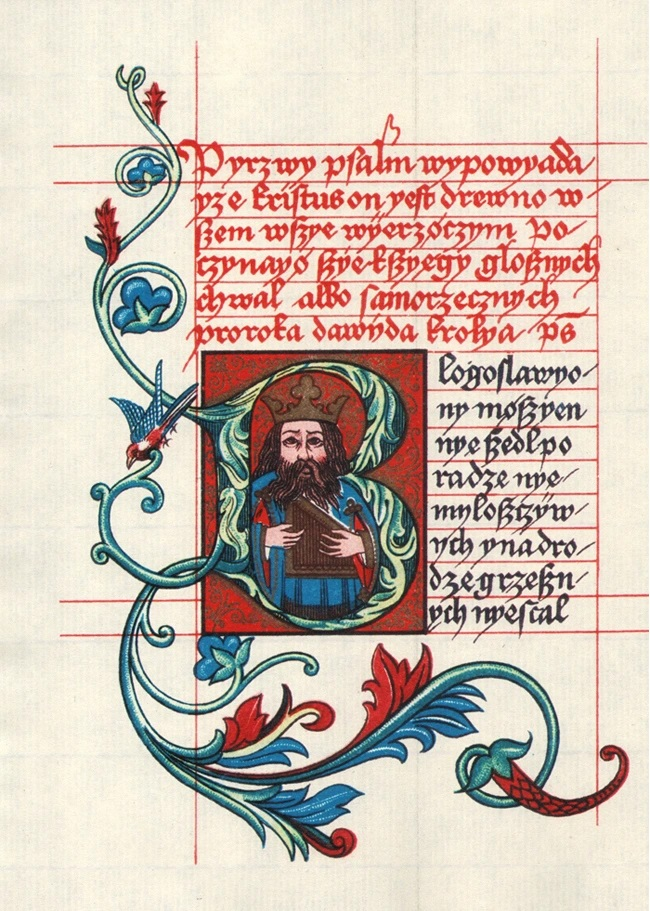
Puławy-Psalter: Anfang von Psalm 1 mit vorangestellter christologischer Deutung und Darstellung des Königs David als Psalmensänger in der Initiale

Der Puławy-Psalter (polnisch Psałterz puławski) ist eine illuminierte Handschrift des Buchs der Psalmen in altpolnischer Sprache. Er entstand Ende des 15. Jahrhunderts, möglicherweise um 1470. Der Übersetzer ins Polnische stammte aus dem Grenzgebiet zwischen Klein- und Großpolen, möglicherweise aus dem südlichen Großpolen.

## Geschichte
Der Psalter gehörte 1533 den Komorowski. 1617 war er im Besitz von Jan Rębieliński aus Ruthenien. Im 18. Jahrhundert befand er sich in der Bibliothek der Fürsten Czartoryski in Puławy. Daher rührt auch sein Name. Aus der Bibliothek gelangte er ins Czartoryski-Museum in Krakau, wo er sich bis heute befindet. Die erste Beschreibung des Psalters geht auf Tadeusz Czacki zurück. Aleksander Brückner verglich ihn mit dem Florianer Psalter. Der Nobelpreisträger Czesław Miłosz war von dem Psalter sehr angetan, so dass er sich bei eigenen Psalmübersetzungen von ihm inspirieren ließ.